# Douillet (Sarthe)
Douillet-le-Joly redirige ici.
Pour les articles homonymes, voir Douillet.
Douillet (ou de façon non officielle Douillet-le-Joly) est une commune française, située dans le département de la Sarthe en région Pays de la Loire, peuplée de 318 habitants.
La commune fait partie de la province historique du Maine.

## Géographie
Douillet-le-Joly est situé dans la Sarthe, à 40 km au nord-ouest du Mans, aux confins des Alpes mancelles, dans le parc naturel régional Normandie-Maine.
Le bourg, bâti en amphithéâtre sur une colline, au bas de laquelle coule l'Orthe, présente un aspect très pittoresque.
| Saint-Georges-le-Gaultier | Sougé-le-Ganelon    | Assé-le-Boisne           |
|                           | Douillet            | Fresnay-sur-Sarthe       |
| Mont-Saint-Jean           | Montreuil-le-Chétif | Saint-Aubin-de-Locquenay |

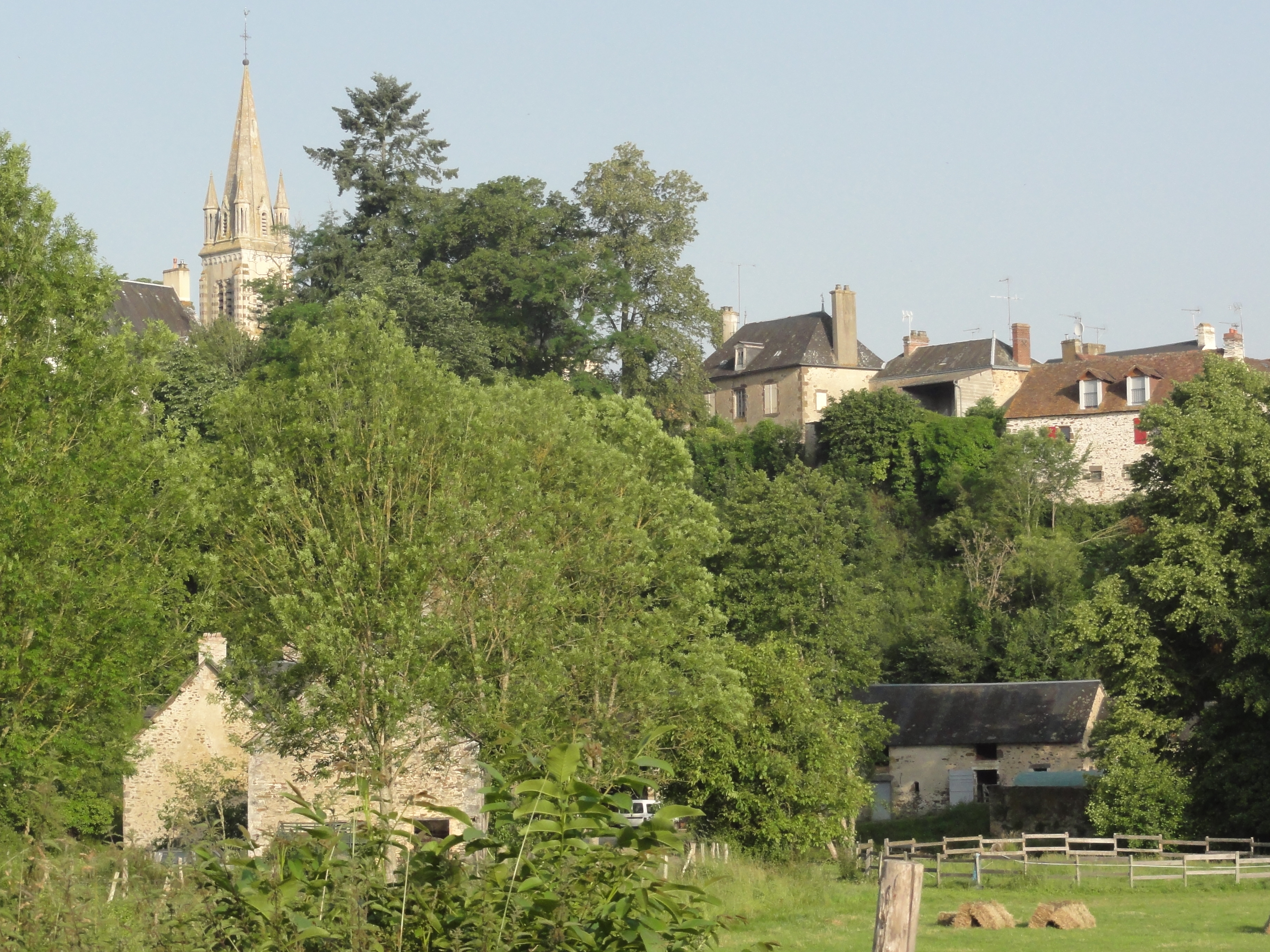
Vue du bourg.
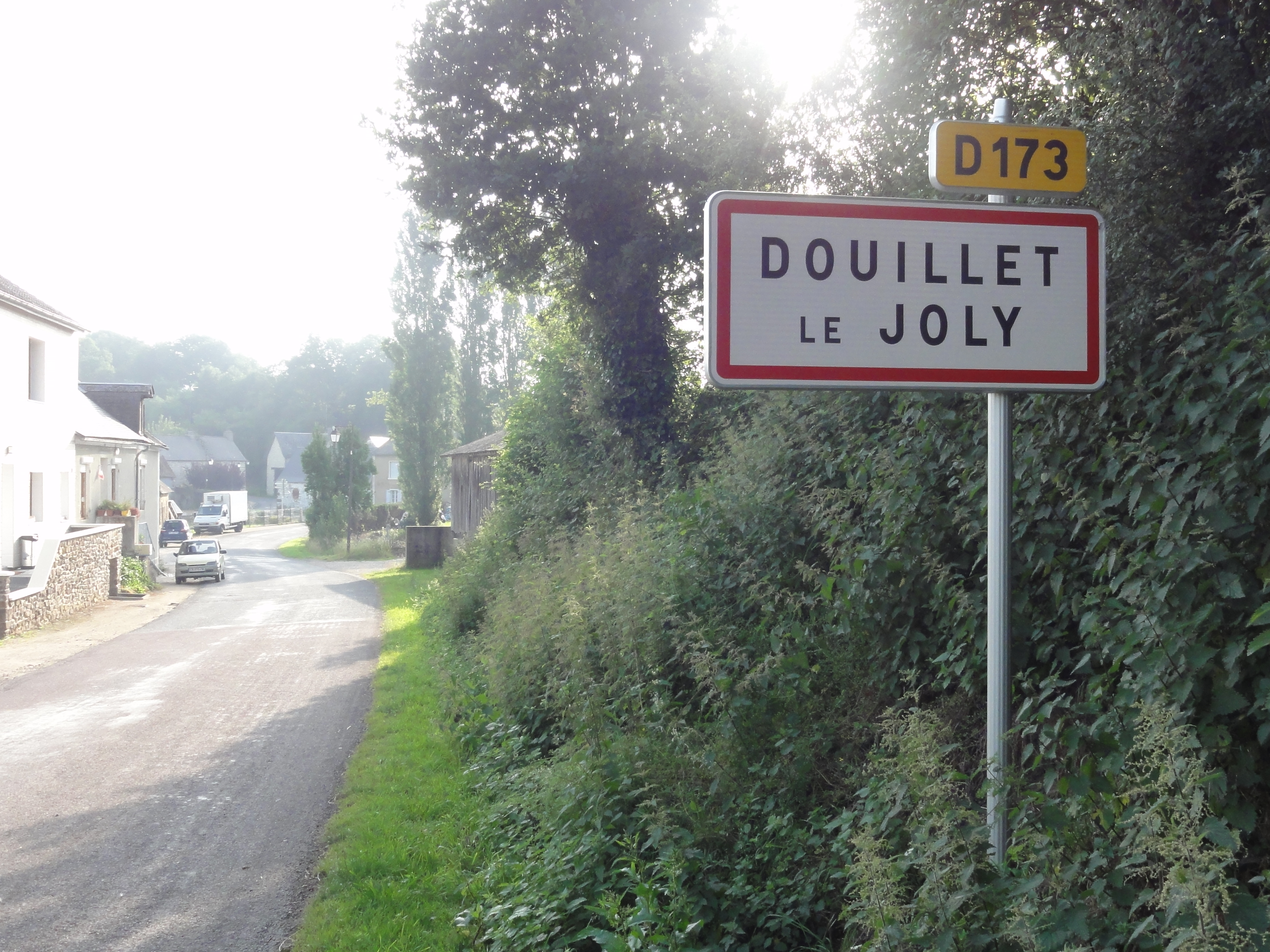
Entrée de Douillet.
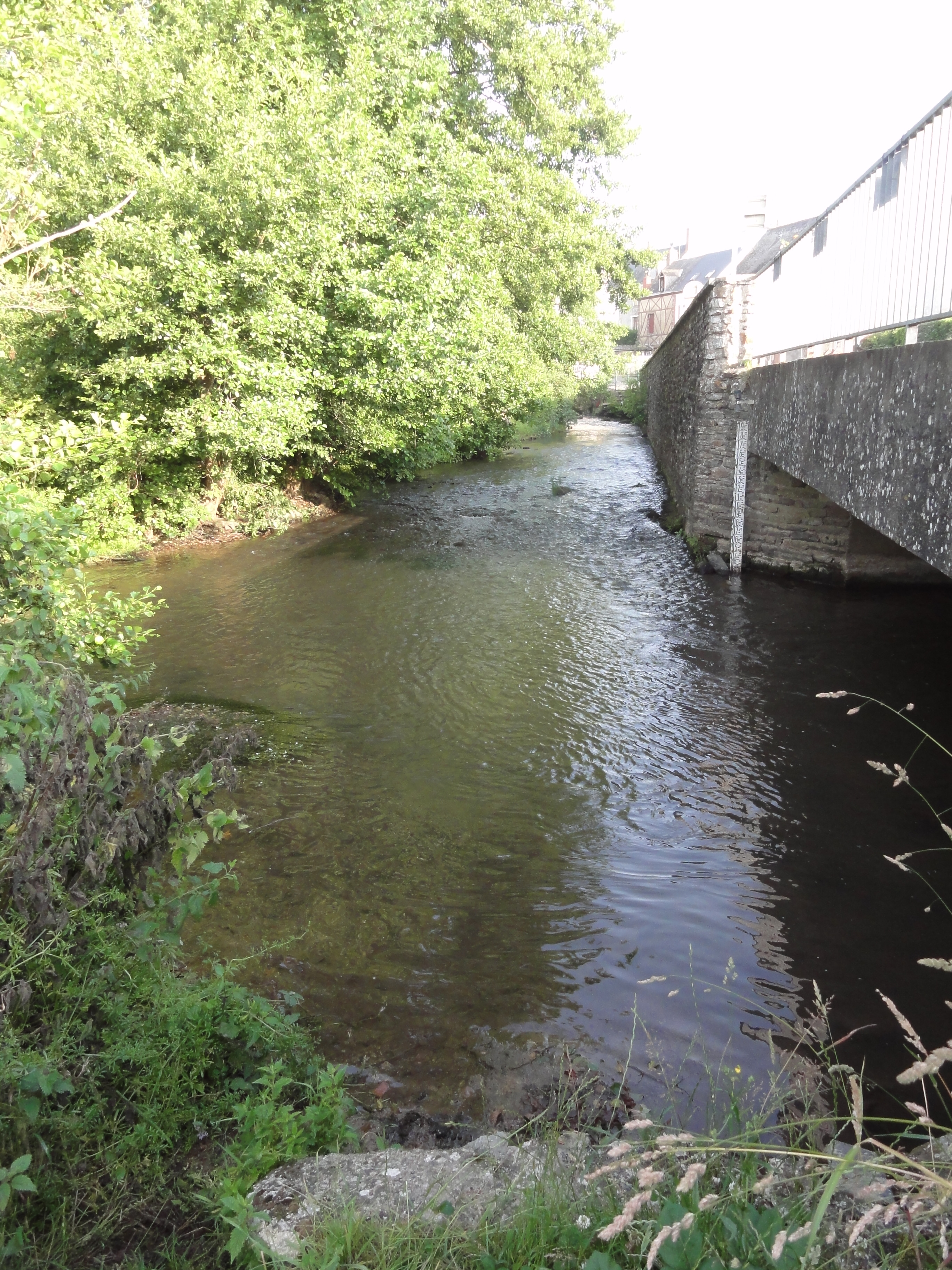
L'Orthe.

### Climat
Pour des articles plus généraux, voir Climat des Pays de la Loire et Climat de la Sarthe.
En 2010, le climat de la commune est de type climat océanique dégradé des plaines du Centre et du Nord, selon une étude du CNRS s'appuyant sur une série de données couvrant la période 1971-2000. En 2020, Météo-France publie une typologie des climats de la France métropolitaine dans laquelle la commune est dans une zone de transition entre le climat océanique et le climat océanique altéré et est dans la région climatique  Moyenne vallée de la Loire, caractérisée par une bonne insolation (1 850 h/an) et un été peu pluvieux. 
Pour la période 1971-2000, la température annuelle moyenne est de 10,8 °C, avec une amplitude thermique annuelle de 13,9 °C. Le cumul annuel moyen de précipitations est de 763 mm, avec 12,3 jours de précipitations en janvier et 7,5 jours en juillet. Pour la période 1991-2020, la température moyenne annuelle observée sur la station météorologique de Météo-France la plus proche, « Saint Germain_sapc », sur la commune de Fresnay-sur-Sarthe à 5 km à vol d'oiseau, est de 11,9 °C et le cumul annuel moyen de précipitations est de 695,6 mm,. Pour l'avenir, les paramètres climatiques de la commune estimés pour 2050 selon différents scénarios d'émission de gaz à effet de serre sont consultables sur un site dédié publié par Météo-France en novembre 2022.

## Urbanisme

### Typologie
Au 1er janvier 2024, Douillet est catégorisée commune rurale à habitat très dispersé, selon la nouvelle grille communale de densité à sept niveaux définie par l'Insee en 2022.
Elle est située hors unité urbaine et hors attraction des villes,.

### Occupation des sols
L'occupation des sols de la commune, telle qu'elle ressort de la base de données européenne d’occupation biophysique des sols Corine Land Cover (CLC), est marquée par l'importance des territoires agricoles (94,9 % en 2018), une proportion identique à celle de 1990 (94,9 %). La répartition détaillée en 2018 est la suivante : 
terres arables (57 %), prairies (35,9 %), forêts (5,1 %), zones agricoles hétérogènes (2 %). L'évolution de l’occupation des sols de la commune et de ses infrastructures peut être observée sur les différentes représentations cartographiques du territoire : la carte de Cassini (XVIIIe siècle), la carte d'état-major (1820-1866) et les cartes ou photos aériennes de l'IGN pour la période actuelle (1950 à aujourd'hui).

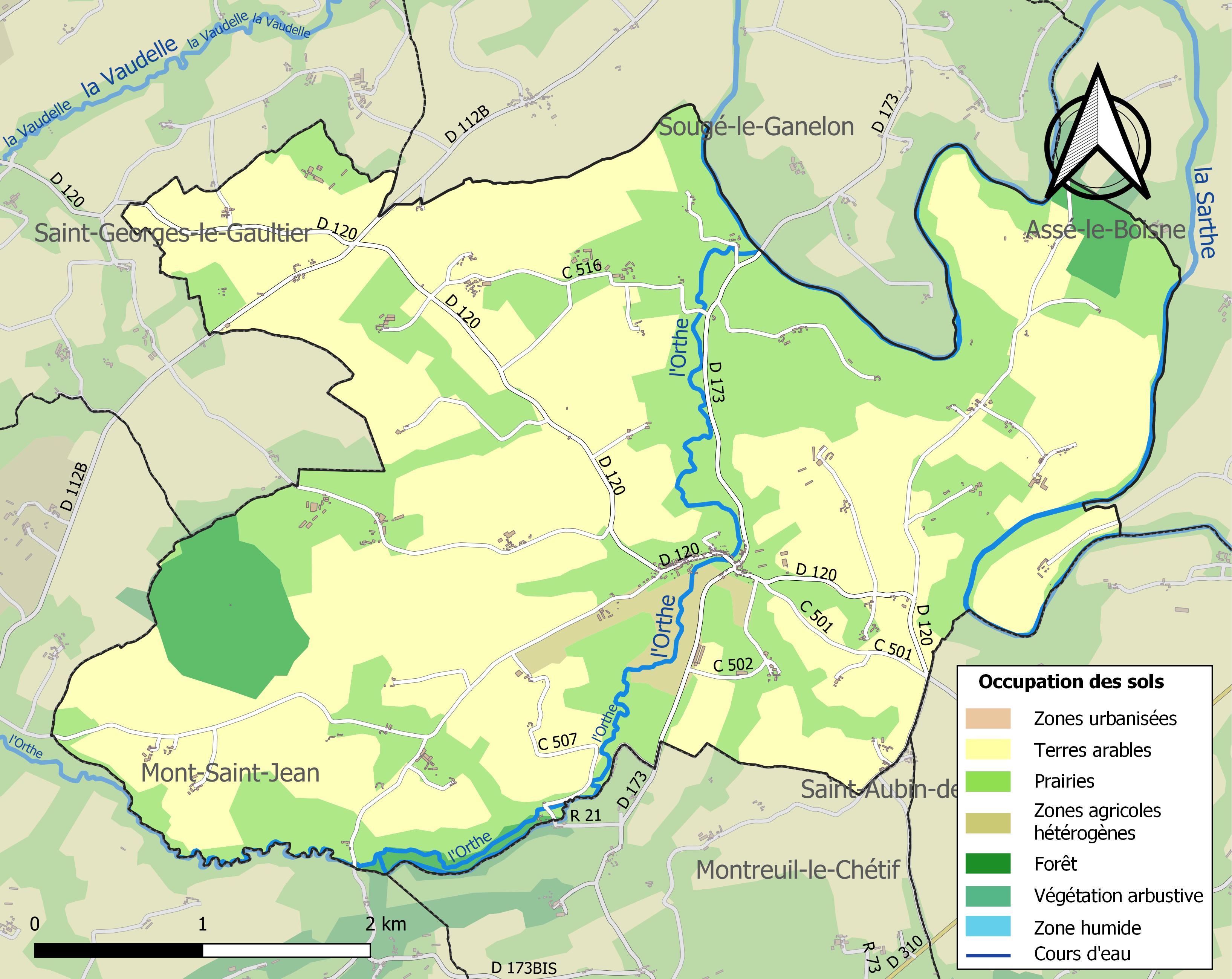
Carte des infrastructures et de l'occupation des sols de la commune en 2018 (CLC).

## Histoire
Douillet-le-Joly  était sur la route des pèlerins qui se rendaient au mont Saint-Michel ou à Saint-Jacques-de-Compostelle. Comme en témoignent les croix en grès roussard cénomanien qui jalonnaient leur parcours.
Un domaine agricole s’y établit à partir du Ve siècle.
Jusqu’à la Révolution de 1789, la commune était constituée de grands domaines seigneuriaux.
Le fief de Moré est peut-être le plus ancien (XIIIe siècle). Le château était bâti sur une colline dominant la Sarthe.

## Politique et administration
| Période                                  | Période   | Identité           | Étiquette | Qualité   |
| ---------------------------------------- | --------- | ------------------ | --------- | --------- |
| 1898                                     |           | - Pavard           |           |           |
|                                          |           |                    |           |           |
| mars 1989                                | mars 2001 | Marcel Métivier    |           |           |
| mars 2001                                | mai 2020  | Louis d'Angleville | SE        | Retraité  |
| mai 2020                                 | En cours  | Nicole Calluaud    | SE        | Retraitée |
| Les données manquantes sont à compléter. |           |                    |           |           |

## Démographie
L'évolution du nombre d'habitants est connue à travers les recensements de la population effectués dans la commune depuis 1793. Pour les communes de moins de 10 000 habitants, une enquête de recensement portant sur toute la population est réalisée tous les cinq ans, les populations de référence des années intermédiaires étant quant à elles estimées par interpolation ou extrapolation. Pour la commune, le premier recensement exhaustif entrant dans le cadre du nouveau dispositif a été réalisé en 2005.
En 2022, la commune comptait 318 habitants, en évolution de −4,5 % par rapport à 2016 (Lot : +1,31 %, France hors Mayotte : +2,11 %).
| 1793 | 1800 | 1806 | 1821  | 1831  | 1836  | 1841  | 1846  | 1851  |
| ---- | ---- | ---- | ----- | ----- | ----- | ----- | ----- | ----- |
| 990  | 925  | 987  | 1 019 | 1 188 | 1 169 | 1 220 | 1 248 | 1 171 |

| 1856  | 1861  | 1866  | 1872 | 1876 | 1881 | 1886 | 1891 | 1896 |
| ----- | ----- | ----- | ---- | ---- | ---- | ---- | ---- | ---- |
| 1 106 | 1 116 | 1 053 | 969  | 955  | 904  | 875  | 816  | 814  |

| 1901 | 1906 | 1911 | 1921 | 1926 | 1931 | 1936 | 1946 | 1954 |
| ---- | ---- | ---- | ---- | ---- | ---- | ---- | ---- | ---- |
| 786  | 770  | 740  | 618  | 622  | 615  | 600  | 614  | 646  |

| 1962 | 1968 | 1975 | 1982 | 1990 | 1999 | 2006 | 2010 | 2015 |
| ---- | ---- | ---- | ---- | ---- | ---- | ---- | ---- | ---- |
| 554  | 533  | 454  | 384  | 328  | 278  | 300  | 316  | 337  |

| 2020 | 2022 | - | - | - | - | - | - | - |
| ---- | ---- | - | - | - | - | - | - | - |
| 319  | 318  | - | - | - | - | - | - | - |

## Lieux et monuments
- Église Saint-Pierre, de style roman de transition avec arcades et arc brisé, entièrement reconstruite au XIXe siècle.
- Monument aux morts.
- Portail du cimetière avec ses statues.
- Le château est une ancienne demeure seigneuriale, dont la partie actuelle contiguë à l’église, date du XVIIe siècle.
- Moulin à eau sur l'Orthe
- Lavoir

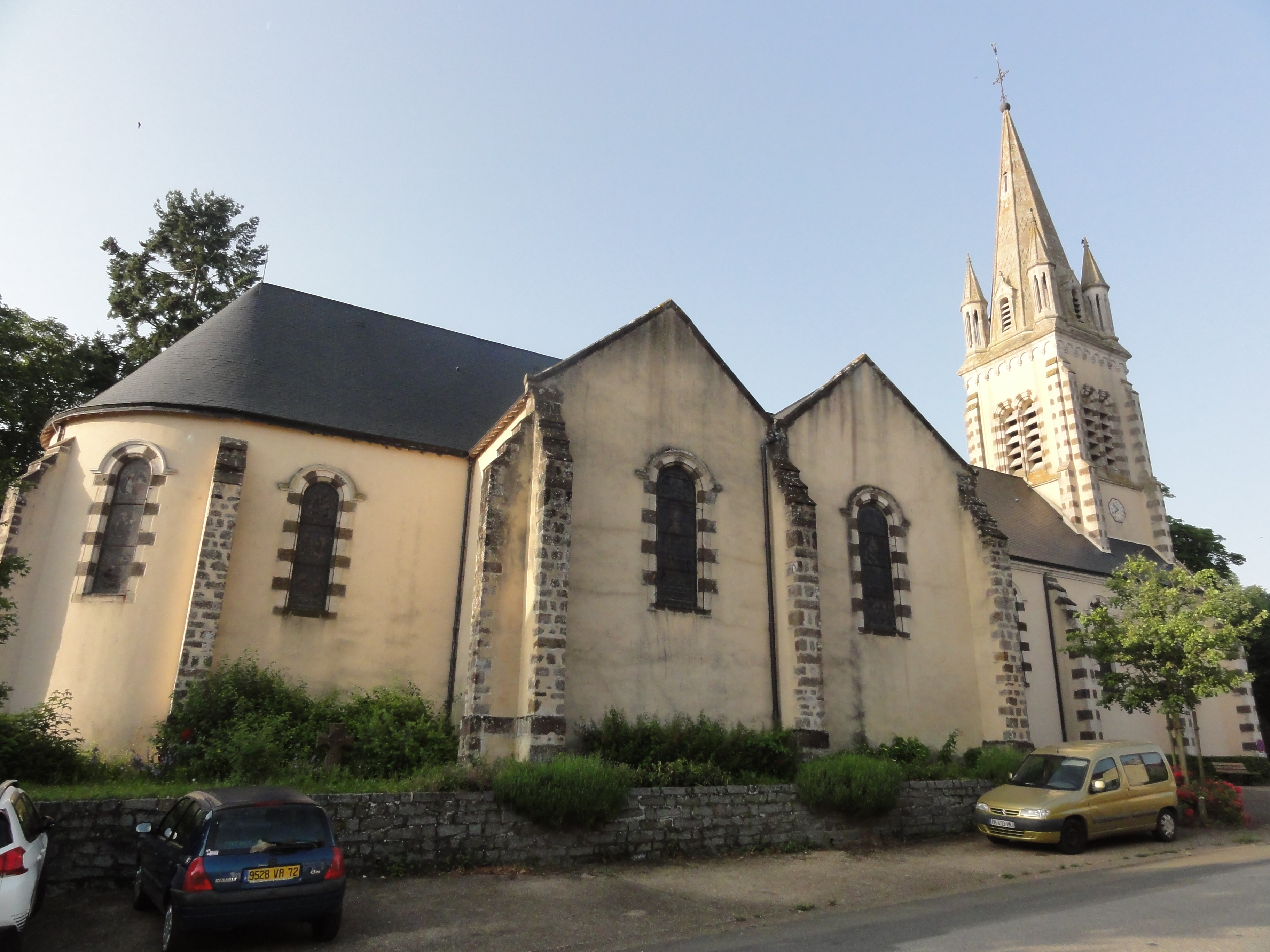
Église Saint-Pierre.
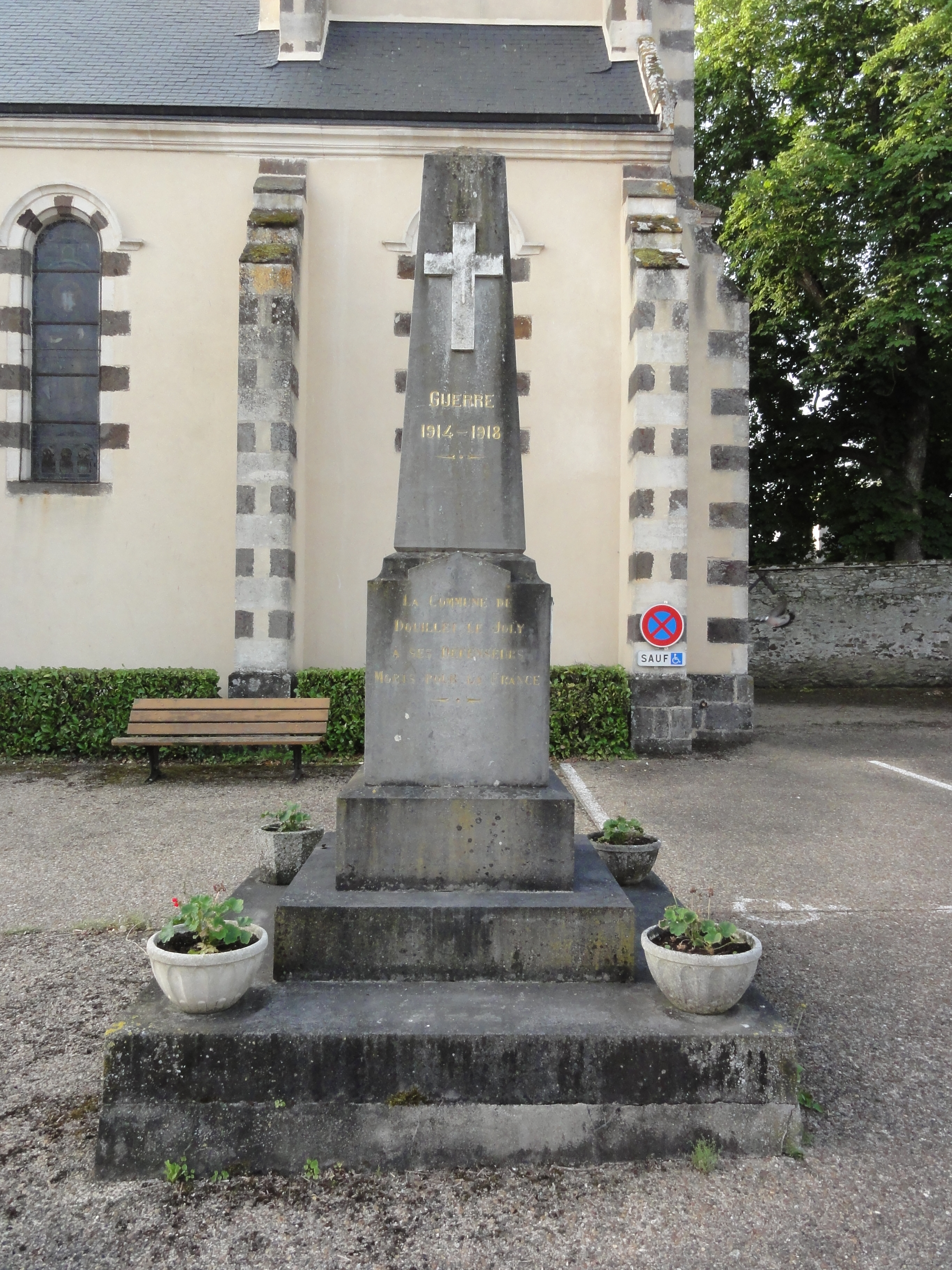
Monument aux morts.
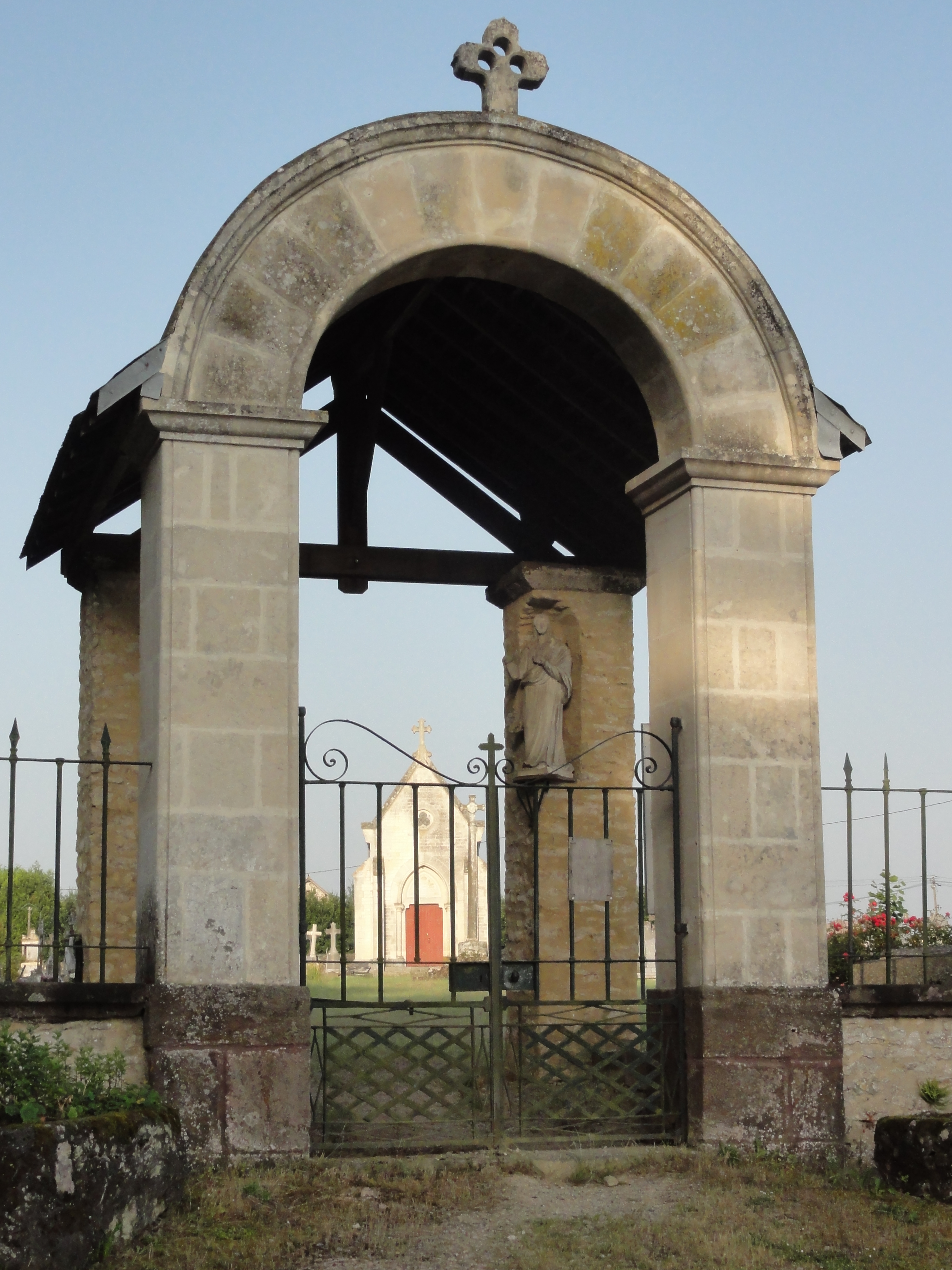
Portail du cimetière.
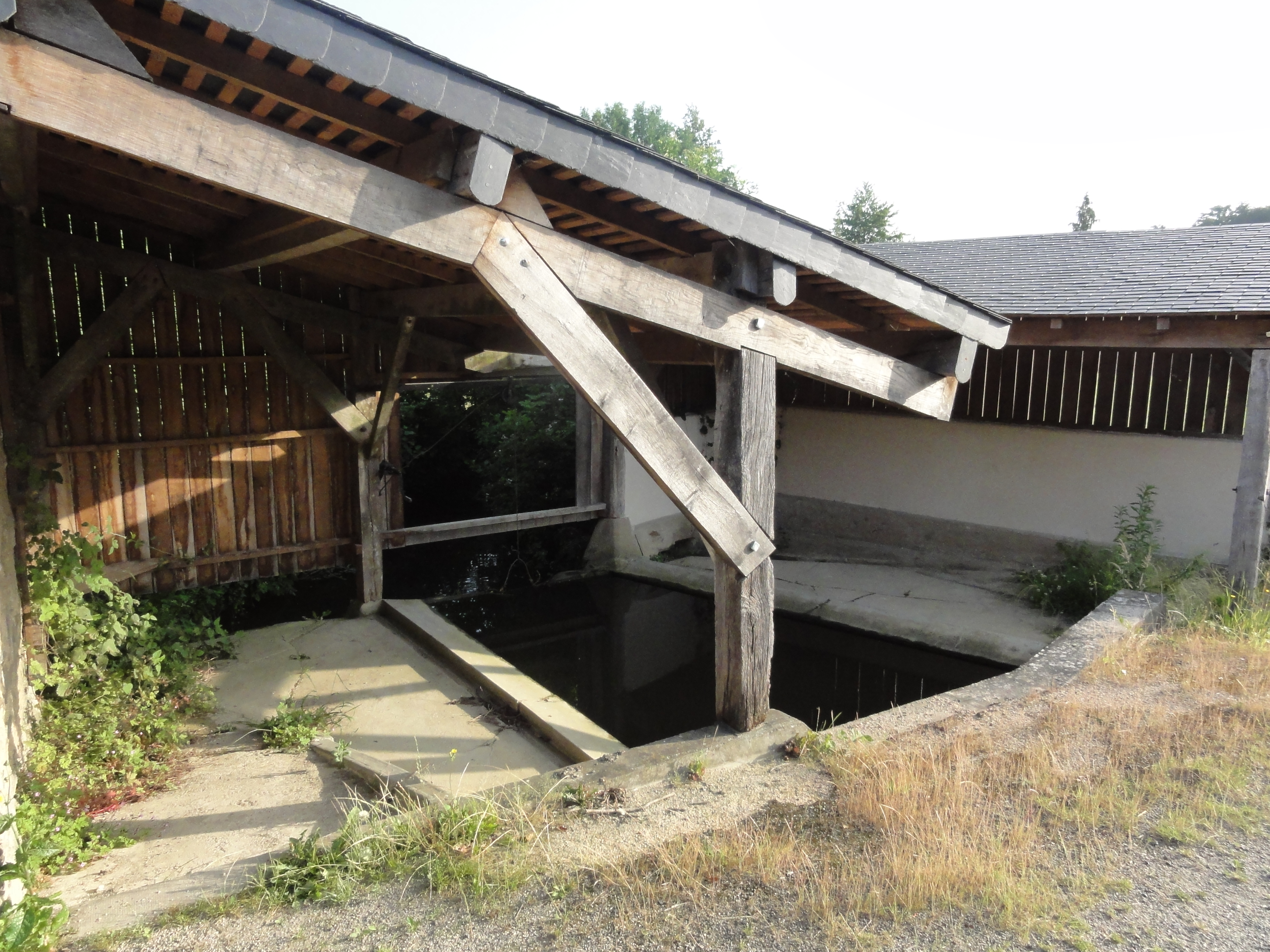
Lavoir.

## Personnalités liées
- Jean-Louis de Montesson (1746 à Douillet - 1802), homme politique, député aux États généraux.
- Robert Triger (1856-1927), historien, conseiller municipal de Douillet-le-Joly, y possédait un manoir et une maison. Il repose dans le cimetière de Douillet.